# 初鹿明博
初鹿 明博（はつしか あきひろ、1969年4月15日 - ）は、日本の政治家。一般社団法人地域福祉推進機構代表理事。
韓国コスメSHOP　株式会社ne:Style代表
東京都議会議員（2期）、衆議院議員（3期）、民進党青年局長等を務めた。

## 来歴
東京都江戸川区平井生まれ。江戸川区立小松川第二小学校、江戸川区立小松川第二中学校、東京都立両国高等学校を経て、1994年に東京大学法学部卒業。大学卒業後、逢沢一郎衆議院議員の秘書を務める。
1997年、東京都議会議員選挙に旧民主党公認（生活者ネットワーク推薦）で立候補したが、次点で落選した。その後は旧民主党所属の鳩山由紀夫の秘書を務める。
2001年、東京都議会議員選挙に民主党公認で江戸川区選挙区から立候補し、初当選した。以後、2009年まで都議を2期務める。都議在任中は都議会公営企業委員会委員長、都議会民主党幹事長代行等を務めた。
2009年、第45回衆議院議員総選挙に民主党公認で東京16区から立候補し、自由民主党の島村宜伸を破って初当選した。2011年12月、衆議院本会議で行われた「第三十二回オリンピック競技大会及び第十六回パラリンピック競技大会東京招致に関する決議案」の採決において党の方針に反し、起立採決で起立せず反対した。
2012年の消費増税をめぐる政局では、6月26日の衆議院本会議で行われた消費増税法案の採決で、党の賛成方針に反して反対票を投じた（社会保障制度改革推進法案には賛成）。民主党は7月3日の常任幹事会で党員資格停止2カ月の処分とする方針を決定し、7月9日の常任幹事会で正式決定した。
同年7月6日、消費増税法案に反対した当選1回の議員による勉強会「真の一体改革を実現する一期生の会（略称、真実の会）」を結成した。2012年8月10日、「真実の会」は消費増税法案の成立を受けて国会内で記者会見を行い、民主党代表選で現職の野田佳彦に対抗する独自候補の擁立に乗り出す意向を明らかにした。また、消費増税法案の成立について声明文を発表した。
同年11月16日、民主党に離党届を提出した。離党届を提出する際、議事堂の幹事長室の扉の前で田中美絵子衆議院議員が初鹿の行く手をふさぎ、うるんだ目で離党を思い止まるよう慰留する様子がテレビの報道番組等で繰り返し報じられた。11月19日、記者会見を開いてみどりの風への入党を明らかにし、11月21日、初鹿を含む離党届を提出した議員13人が民主党を除籍された。11月29日、みどりの風の谷岡郁子代表は、民主党を離党して同党に入党した初鹿、山崎誠、福田衣里子の3人を日本未来の党に合流させて同党から第46回衆議院議員総選挙に擁立し、当選後に復党させる方針を示した。第46回衆議院議員総選挙に日本未来の党公認（新党大地推薦）で東京16区から立候補したが、得票数は自民党新人の大西英男、日本維新の会前職の中津川博郷、みんなの党新人の上田令子の後塵を拝し、前回総選挙の得票を大きく下回る27,525票しか獲得できず、4位で落選した。落選後はみどりの風に復党。一般社団法人地域福祉推進機構を設立し、代表理事に就任。2014年2月から4月にかけ障害者福祉施設3事業所を開設した。

### 維新の党
2014年11月、第47回衆議院議員総選挙において、維新の党から東京16区で公認を受けた。初鹿は2012年の第46回衆議院議員総選挙では、配布した選挙ビラ等で維新の党の前身政党の一つである日本維新の会について、「民主、自民と同じ新自由主義」「外交面ではタカ派」「第三極とはまやかし」などと批判していた。また落選中も再三「リベラル勢力の結集」を唱えていた。このような主張を転向して維新の党への入党した理由について、初鹿は「確かに全ての政策で一致しているとは言えません。しかし、私が民主党を離党するきっかけとなり、その後も一貫して主張して来た消費増税や脱原発に対するスタンスでは一致していますし、何よりも新しい党なので、個々の政策についてはこれから考えていくことになるので、福祉や社会保障、雇用、貧困問題、子育て支援などの私の得意な分野では私の考えで政策を引っ張り、リベラル色を出していくことが可能だと感じています」と釈明した。第47回衆議院議員総選挙では、民主党都連の推薦も受けて東京16区から出馬したが、再び自民党前職の大西英男に敗北。重複立候補していた比例東京ブロックで復活し、2年ぶりに国政に復帰した。当選後、維新の党への入党や自身の当選について、Twitterで「沢山のお祝いツイートやメッセージをいただいていますが、公選法上御礼が出来ないのでご容赦下さい。皆さんの期待に応える仕事をしてご恩返しをしたいと思います！維新の党に入ったことに対するご批判もいただきましたが、無所属や他の野党では当選出来なかったので、結果オーライと思って下さい」と釈明した。
維新の党では日本共産党や社会民主党、生活の党と山本太郎となかまたちとの連携による野党共闘を重視し、共産党が反対した大阪都構想を推進してきた大阪維新の会系の議員と対立した。2016年3月27日、維新の党が民主党に合併して結党した民進党に参加した。結党後、民進党青年局長を務めていたが、2016年12月21日、週刊誌に女性問題（後述）を報じられ、青年局長を辞任した。

### 立憲民主党
2017年9月28日、民進党は希望の党への合流を決定。9月29日、希望の党の小池百合子代表は、安保法制や憲法改正などで政策が一致しない公認希望者について「排除いたします」と明言した。9月30日、民進党の前職、元職計15人の「排除リスト」が出回り、その中には初鹿の名前もあった。10月1日夜、初鹿は記者会見し、「憲法違反の安全保障関連法を白紙撤回させるという主張ができない政党では戦えない」として希望の党への不参加を表明した。10月2日、民進党の枝野幸男代表代行が新党「立憲民主党」立ち上げを宣言。同日、新党へ参加する意思を明らかにした。10月3日午前、立憲民主党が設立される。設立届には枝野、長妻昭、菅直人、赤松広隆、阿部知子、初鹿ら6人が名を連ねた。同日午後、希望の党は衆院選の第1次公認192人を発表。同党が東京16区に元衆議院議員の田村謙治を刺客として送り込んだことが明らかとなった。10月6日、日本共産党東京都委員会は東京16区の新人候補の擁立を取り下げると発表した。
同年10月22日の第48回衆議院議員総選挙において立憲民主党公認で東京16区から立候補し、大西に再び破れたが、重複立候補していた比例東京ブロックで復活し、3選。
当選後、週刊誌に女性問題（後述）を報じられ、6か月の役職停止処分を受けた。2019年12月10日に警視庁は同案件で初鹿を書類送検し、初鹿は20日に立憲民主党に離党届を提出し、24日に受理され無所属となった。
2020年1月16日に立憲民主党などによる野党統一会派を退会。10月20日、議員辞職の意向が報じられ、同月22日に衆議院へ辞職願を提出。26日の本会議で辞職が許可された（これに伴い松尾明弘が繰り上げ当選）。
2020年12月21日、新小岩ルミエール商店街に韓国コスメと韓国食材の店「ne:Style」をオープンするが、2022年12月28日に閉店したことを明らかにしている。

## 政策・主張

### 北朝鮮問題
- 東京都議会議員時代から、民主党内においても親北派で知られ、日朝友好促進東京都議会議員連盟の事務局長を務めていた。
- 2006年9月には、北朝鮮での洪水災害に際し、日朝友好促進東京都議会議員連盟事務局長の初鹿、都議会民主党幹事長の河合秀二郎の2名が朝鮮総連を訪問し、支援金を手渡した[57]。
- 民主党政権で高校無償化が実施された際、適用から除外された朝鮮高校が無償化の適用を受けるため、民主党でいち早く初鹿に陳情を行う等、朝鮮学校無償化問題の窓口になった[58]。

### 外国人地方参政権
永住外国人への地方選挙権付与に賛成しており、2009年11月26日に開催された在日本大韓民国青年会や在日本大韓民国民団が主催する「永住外国人の地方参政権法案の早期立法化を求める11・26緊急院内集会」に参加した際、「論点は尽くされたと考えている。いつ政治が決断を下すかにある」と発言して、永住外国人に地方選挙権を付与するための法案を早期に成立させる決意を表明した。この集会には初鹿の他、末松義規・小川敏夫・渡辺浩一郎・手塚仁雄・白眞勲（民主党）、近藤正道（社会民主党）、魚住裕一郎・鰐淵洋子（公明党）、笠井亮（日本共産党）の衆参両議員が参加した。

### 安全保障法制
維新の党に所属していた2015年6月27日、渋谷駅前で市民団体が開催した平和安全法制に反対するイベントに参加して、日本共産党の志位和夫委員長や民主党の菅直人元首相らと手をつなぎ、街頭宣伝車上に並んで賛同の意思を示した。共産党志位委員長と菅直人元首相と街宣車上で手を三人で繋いでいる写真がしんぶん赤旗に掲載され、大阪都構想をめぐり日本共産党と対立してきた維新の党内の大阪府の選挙区選出の議員を中心に批判を受けた。共産党と維新の党が同じ政策だと有権者に誤解を招くとして批判された初鹿は党副幹事長などの役職を辞任する意向を伝え、執行部に了承された9月17日の国会議事堂前反対行動では「これが原因で党内の全ての役職降ろされました」と主張した。

### 受動喫煙問題
- 2015年12月1日の文部科学委員会において、2020年東京オリンピック・パラリンピックに向けたたばこフリーの実現を目指すため、分煙ではなく屋内完全禁煙とする対策を訴えた[61]。
- 2017年に行われた公開アンケートにおいて、受動喫煙防止を目的に原則屋内禁煙（罰則付き）とする健康増進法改正の早期制定に賛成と回答している。一方で、2018年施行の「東京都子どもを受動喫煙から守る条例」については「意義を感じない」を回答している[62]。

### その他の諸政策
- 2009年の衆院選公示数日前に緊急入院した祖母のために病院に出向いた父から余命一週間と言われたことで、延命治療拒否の意思を患者が意識のある前に選ばせるカードの導入を目指している[63]。
- 日本国憲法の改正及び集団的自衛権の行使容認に反対[64][65]。ただし、自身のホームページによると、安倍晋三政権下以外での憲法改正には賛成であり、改正すべき事柄に憲法裁判所の設置、地方分権、環境権の創設、首相の解散権の制限を挙げている[66]。
- 日本の環太平洋戦略的経済連携協定（TPP）参加に反対[64]。
- 日本の核武装について「将来にわたって検討すべきでない」としている[64]。
- 原子力発電所の事故を受け、直ちに廃炉にすべきとしている[65]。
- 首相の靖国神社参拝に反対[65]。
- 村山談話、河野談話の見直しに反対[65]。
- 特定の民族や人種に対する憎悪表現（ヘイトスピーチ）に対する法規制に賛成[65]。
- 特定秘密保護法は日本に必要でない[65]。
- 選択的夫婦別姓制度の導入について、2014年の調査では、どちらかといえば賛成[67]、2017年の調査では、賛成[68]、としている。
- 2016年、前年度に年金積立金管理運用独立行政法人の運用実績が赤字を記録したことを受けて民進党内で結成された「年金損失5兆円追及チーム」の座長を務めた[69]。

## 人物
- 家族は妻と子ども3人（一男二女）[3]。
- 好物はもんじゃ焼き、プリン[3]。
- 趣味は折り紙、ロックコンサート、絵画鑑賞、料理[3]。
- 非喫煙者である[61]。

## 不祥事
- 2016年12月、20代の舞台女優に誘われて都内の焼肉店で食事をしたのち、帰り道にその女性をラブホテルに連れ込もうとしたことが週刊新潮に報じられた。その際、週刊新潮の記者の取材に対し「ホテル行こうって、相手もいいって言ったからね」「みんな奥さん以外に、はけ口を求めていると思うよ」と発言した[70]。報道を受け、民進党青年局長を辞任[34]。
- 2017年10月31日、初鹿のわいせつ疑惑が「週刊文春」に掲載されることが明らかとなる。10月31日夕、立憲民主党の両院議員総会後、初鹿は報道陣に対し「記憶にない」「強制わいせつと言われるようなことはしていない」と繰り返した[71]。翌11月1日発売の「週刊文春」11月9日号は、「汚れたリベラル 立憲民主党 初鹿明博に強制わいせつ疑惑」との見出しで、初鹿が2015年5月にタクシーの車内で知人女性に強引にわいせつな行為をした疑いがあると報じた。11月1日、立憲民主党は6か月の役職停止処分を決定し政務調査会筆頭副会長の内定を取り消した[72]。同職には青柳陽一郎が就任した。同件について、2019年12月10日付で警視庁葛西署は強制わいせつ容疑で初鹿を書類送検した[73]。これを受け、初鹿は同月20日に立憲民主党に離党届を提出[74]、同24日付で受理された。2020年9月11日、東京地検は初鹿を不起訴処分とした。初鹿は自身のホームページで「相手の方に不快に思わせた点があったとすれば申し訳ない」と謝罪した上で、「相手の認識と私の認識に違いがあり、考え方を改めるべく自分を見つめ直している途上です」とコメントした[75]。同年10月26日付で議員辞職した。

## 所属団体・議員連盟
- パチンコ・チェーンストア協会（政治分野アドバイザー）[76]
- 21世紀国家ビジョン研究会（国家研） - 事務局次長
- アルコール問題議員連盟[77]
- 焼き肉を考える議員連盟（幹事）

## 著作
- 『一議員、一父親。』（ユビキタ・スタジオ）